# Okres Žarnovica
Žarnovica is een district (Slowaaks: Okres) in de Slowaakse regio Banská Bystrica. De hoofdstad is Žarnovica. Het district bestaat uit 2 steden (Slowaaks: Mesto) en 16 gemeenten (Slowaaks: Obec).

## Steden
- Nová Baňa
- Žarnovica

## Lijst van gemeenten
| - Brehy - Hodruša-Hámre - Horné Hámre - Hrabičov - Hronský Beňadik - Kľak | - Malá Lehota - Orovnica - Ostrý Grúň - Píla - Rudno nad Hronom - Tekovská Breznica | - Veľká Lehota - Veľké Pole - Voznica - Župkov |

Banská Bystrica · Banská Štiavnica · Brezno · Detva · Krupina · Lučenec · Poltár · Revúca · Rimavská Sobota · Veľký Krtíš · Žarnovica · Žiar nad Hronom · Zvolen